# Thuận An, Thành phố Hồ Chí Minh
Thuận An là một phường thuộc Thành phố Hồ Chí Minh, Việt Nam. Đây là một trong 4 phường mới của thành phố Thuận An (cũ) sau đợt sắp xếp và chỉnh sửa bộ máy hành chính vào năm 2025. Phường Thuận An là phường được sáp nhập bởi ba phường An Thạnh, phường Hưng Định và xã An Sơn.

## Địa lý
Phường Thuận An nằm ở vùng ngoại ô Thành phố Hồ Chí Minh, giáp với:
- Phường Thủ Dầu Một về phía tây bắc
- Phường Thuận Giao về phía đông bắc
- Phường Lái Thiêu về phía đông nam
- Xã Đông Thạnh về phía nam, ngăn cách bởi sông Sài Gòn
- Xã Bình Mỹ về phía đông nam, ngăn cách bởi sông Sài Gòn

Phường Thuận An có diện tích là 16,108 km2, dân số năm 2025 là 64.689 người, mật độ dân số đạt 4.016 người/km2.